# Hwang In-youp
Hwang In-youp (kor. 황인엽, ur. 19 stycznia 1991 w Uijeongbu)  – południowokoreański aktor, model i piosenkarz. Rozpoczął swoją karierę w branży modelingowej, zanim zadebiutował na ekranie główną rolą w serialu internetowym Why (2018). Zyskał międzynarodowe uznanie dzięki przełomowej roli w popularnym dramacie True Beauty (2020–21). Jest również znany z roli w oryginalnym serialu Netflix The Sound of Magic (2022) oraz głównej roli w dramie telewizyjnym Why Her (2022).

## Wczesne lata i edukacja
Hwang In-youp urodził się 19 stycznia 1991 roku w Uijeongbu w Gyeonggi-do w Korei Południowej. Jest najstarszym synem; jego brat, który jest o trzy lata młodszy, jest producentem i autorem piosenek, działającym pod pseudonimem Inof. Mieszkał w Davao City na Filipinach podczas nauki w liceum i na studiach, używając angielskiego imienia Ryan Leon. Ukończył liceum w Philippine Nikkei Jin Kai International School, a następnie uzyskał tytuł licencjata sztuk pięknych w dziedzinie projektowania mody na Philippine Women's College of Davao. 

## Kariera

### 2017–2019: Debiut w modelingu i aktorstwie
Hwang In-youp rozpoczął swoją karierę w przemyśle rozrywkowym w 2017 roku jako model na wybiegu. Według raportów, był kiedyś związany z agencją YG KPlus, firmą zarządzającą modelami należącą do YG Entertainment.
W 2018 roku zadebiutował jako aktor w internetowym serialu Naver TV zatytułowanym Why. Później podpisał kontrakt z południowokoreańską agencją KeyEast, spółką zależną SM Entertainment.
W 2019 roku zagrał Seo Kyo-wona w serialu internetowym Freshman oraz zadebiutował w telewizji w roli drugoplanowej w historycznym serialu telewizyjnym KBS2 The Tale of Nokdu.

### Od 2020: Rosnąca popularność i międzynarodowy przełom
W 2020 roku zyskał uznanie za swoją rolę w serialu fantasy JTBC 18 Again , który jest remake'em amerykańskiego filmu z 2009 roku 17 Again. W serialu zagrał Goo Ja-sunga, szkolnego oprawcę i odpowiednika postaci Stana, którą w oryginalnym filmie zagrał Hunter Parrish.
zdobył międzynarodowe uznanie za swoją rolę w wielkim hitowym serialu romantyczno-komediowym True Beauty z lat 2020-2021 na kanale tvN. Serial ten oparty jest na ciągle publikowanym webtoonie o tej samej nazwie. W serialu wcielił się w postać Han Seo-juna, drugoplanowego bohatera. Wniósł swój wkład w ścieżkę dźwiękową serialu poprzez wykonanie utworu „It Starts Today” (오늘부터 시작인걸).
wystąpił również w niezależnym krótkometrażowym filmie Swimming Bird u boku Lee Ji-ah, za który film zdobył nagrodę na 1. Festiwalu Filmowym GwangMyeong. 
W 2021 roku został obsadzony w fantastycznym serialu muzycznym The Sound of Magic, który światowa premiera odbyła się na platformie Netflix w maju 2022 roku. Wniósł również swój wkład w ścieżkę dźwiękową serialu, wykonując utwór „I Mean It” (진지해 지금). 23 kwietnia 2021 roku Keyeast ogłosiło, że Hwang In-youp podpisał kontrakt z japońską agencją Stream Media Corporation. Później potwierdził swoją rolę w dramacie prawniczym z elementami tajemnicy SBS Why Her, który miał premierę w czerwcu 2022 roku i był jego pierwszą główną rolą na telewizji naziemnej. 3 lipca 2021 roku zorganizował swoje pierwsze międzynarodowe spotkanie z fanami online, zatytułowane „2021 HWANG IN YOUP Ontact Fan Meeting [Magazine H: Hi-High Vol.1]”, które odbyło się za pośrednictwem platformy Olleh TV dla lokalnej transmisji i MyMusicTaste dla widowni międzynarodowej.
W 2022 roku agencja Hwang In-youp ogłosiła, że będzie on organizował 2022 „HWANG IN YOUP 1st Fan Meeting Tour”, rozpoczynając w Korei Południowej. Zorganizował spotkania z fanami w pięciu krajach, w tym w Singapurze, Indonezji, na Filipinach i w Tajlandii.

## Dyskografia
| Tytuł                                   | Rok                           | Album                         |
| Występy na ścieżce dźwiękowej           | Występy na ścieżce dźwiękowej | Występy na ścieżce dźwiękowej |
| --------------------------------------- | ----------------------------- | ----------------------------- |
| „It Starts Today” (오늘 부터 시작 인걸) | 2021                          | True Beauty OST               |
| „I Mean It” (진지해 지금)               | 2022                          | The Sound of Magic OST        |

## Filmografia

### Filmy
| Rok  | Tytuł         | Rola   |
| ---- | ------------- | ------ |
| 2020 | Swimming Bird | In-guk |

### Seriale telewizyjne
| Rok  | Tytuł             | Rola                    | Stacja telewizyjna |
| ---- | ----------------- | ----------------------- | ------------------ |
| 2019 | The Tale of Nokdu | Park Dan-ho             | KBS2               |
| 2020 | 18 Again          | Goo Ja-sung             | JTBC               |
| 2021 | True Beauty       | Han Seo-jun             | tvN                |
| 2022 | Why Her           | Gong Chan / Kim Dong-gu | SBS                |

### Seriale internetowe
| Rok  | Tytuł              | Rola         | Oryginalna sieć |
| ---- | ------------------ | ------------ | --------------- |
| 2018 | Why                | Gi Jae-young | Naver TV        |
| 2019 | Freshman           | Seo Kyo-won  | Naver TV        |
| 2022 | The Sound of Magic | Na Il-Deung  | Netflix         |